# Хубани Арнау, Нарсисо
Нарсисо Хубани Арнау (исп. Narciso Jubany Arnau; 12 августа 1913, Санта-Колома-де-Фарнерс, Испания — 26 декабря 1996, Барселона, Испания) — испанский кардинал. Титулярный епископ Ортозии Финикийской и вспомогательный епископ Барселоны с 24 ноября 1955 по 7 февраля 1964. Епископ Хероны 7 февраля 1964 по 3 декабря 1971. Архиепископ Барселоны с 3 декабря 1971 по 23 марта 1990. Кардинал-священник с 5 марта 1973, с титулом церкви Сан-Лоренцо-ин-Дамазо с 7 июня 1973. 